# Maureen Abla Amematekpor
Maureen Abla Amematekpor (née en 1954) est une diplomate ghanéenne honoraire, ancienne ambassadrice du Ghana au Danemark, et haut-commissaire en Namibie et au Botswana,,,.  

## Carrière
Amematekpor est assistante à Ho Polytechnic (en) de 1979 à 1992, puis elle est promue maître de conférences, de 1992 à 2001. Elle obtient un diplôme d'enseignement à l'université de Winneba en 1984. Elle poursuit sa formation et obtient en 2003 un diplôme en gestion d'entreprise et en 2004, une maîtrise en administration des affaires (MBA) de l'université de Maastricht. 
Elle a été haut-commissaire du Ghana à Windhoek, Namibie, auprès de la Commission de Gaborone, Botswana du 30 juillet 2002 au 13 février 2006, puis elle a été ambassadrice à Copenhague, au Danemark du 13 février 2006 à 2009, et en même temps accréditée dans les pays scandinaves voisins, Suède, Norvège, Finlande et Islande.